# Balaton borrégió
A Balaton borrégió Magyarország hat borrégiójának egyike. Hat borvidék alkotja: a Badacsonyi, a Balatonboglári, a Balatonfüred–Csopaki, a Balaton-felvidéki, a Somlói és a Zalai. Borvidékei a Balaton körül sorakoznak; ezek a területek a 19. században egységes borvidéket képeztek. A bortermelés kezdetei az 1. század elejéig, a rómaiakig nyúlnak vissza. A régió borvidékeinek ősi, autochton fajtái közül újra köztermesztésbe került a Kéknyelű, a Budai zöld és a Juhfark. Jellegzetes, helyi sajátosságokat tükröző fehérborairól ismert; a legelterjedtebb fajta az olaszrizling.

## Borvidékek
| Borvidék                      | Terület | Terület     | Terület |
| Borvidék                      | Teljes  | I. osztályú | Termő   |
| ----------------------------- | ------- | ----------- | ------- |
| Badacsonyi borvidék           | 4200    | 3642        | 1600    |
| Balatonboglári borvidék       | 9980    | 8156        | 3200    |
| Balatonfüred–Csopaki borvidék | 6350    | 5792        | 2150    |
| Balaton-felvidéki borvidék    | 5200    | ?           | 1300    |
| Somlói borvidék               | 1142    | 886         | 600     |
| Zalai borvidék                | 6100    | 4107        | 1600    |